# Rimski rioni
Regije ili rioni (vulgarizirani oblik latinskog izraza regio tj. regija) su povijesne, a ne upravne jedinice podjele središta grada. Ova podjela potječe još iz starog Rima, a rastom grada povećao se i njihov broj. Svi rioni (osim riona Prati i Borgo) nalaze se unutar Aurelijevih zidina.
Rimski rioni se sastoje od 22 okruga:
| I   | Monti       | II   | Trevi       | III   | Colonna         | IV  | Campo Marzio | V  | Ponte      |
| VI  | Parione     | VII  | Regola      | VIII  | Sant'Eustachio  | IX  | Pigna        | X  | Campitelli |
| XI  | Sant'Angelo | XII  | Ripa        | XIII  | Trastevere      | XIV | Borgo        | XV | Esquilino  |
| XVI | Ludovisi    | XVII | Sallustiano | XVIII | Castro Pretorio | XIX | Celio        | XX | Testaccio  |
| XXI | San Saba    | XXII | Prati       |       |                 |     |              |    |            |

### Grbovi okruga
- I Monti
- II Trevi
- III Colonna
- IV Campo Marzio
- V Ponte
- ParioneVI Parione
- VII Regola
- VIII Sant'Eustachio
- IX Pigna
- X Campitelli
- XI Sant'Angelo
- XII Ripa
- XIII Trastevere
- XIV Borgo
- XV Esquilino
- XVI Ludovisi
- XVII Sallustiano
- XVIII Castro Pretorio
- XIX Celio
- XX Testaccio
- XXI San Saba
- XXII Prati